# 五百井神社
五百井神社（いおのいじんじゃ）は、滋賀県栗東市下戸山にある神社。式内社で、旧社格は村社。神紋は「下がり藤」。

## 祭神
祭神は次の1柱。
- 木俣神 - またの名を「御井神」とする。平安時代の作の神像（滋賀県指定有形文化財）が伝世される。

## 歴史

### 創建
創建は不詳。境内は安養寺山の南西麓に鎮座し、山頂には奥宮（山王社）および竜王社が鎮座するが、この奥宮は祭神の降臨地ともいわれる。また、蘆井造一族による奉斎とする伝えもある。
鎌倉時代後期の『夫木抄』では境内前を流れる金勝川について「いほの井川」と見えることから、当社はその用水井を守護する神として祀られたとする説がある。

### 概史
社伝では、仁寿元年（851年）1月に正六位上の神階に叙せられたという（『日本文徳天皇実録』によれば、同年1月27日に正六位上への諸神同時昇叙があった）。
延長5年（927年）成立の『延喜式』神名帳では近江国栗太郡に「蘆井神社」と記載され、式内社に列している。同帳写本では「蘆井」の訓みは「イホノヰノ」と振られる。
前述のように鎌倉時代後期の『夫木抄』では「いほの井川」が見えるほか、中世末頃から社名は「五百井」と表記されるようになったとされる。
安政5年（1858年）には本殿の再建がなされたが、この本殿（一間社流造）は後述の台風被害により現在では失われている。
明治維新後、1876年（明治9年）に近代社格制度において村社に列した。
2013年（平成25年）9月には、台風18号の影響で境内後背の斜面で土砂崩れが発生し、本殿・拝殿などの社殿はほぼ全壊の被害を受けた。そのため、神霊は御旅所に移されたうえで祭祀が継続されている（2014年5月現在）。本殿に安置されていた神像は土砂崩れから2週間後に土砂中から掘り出されたが、のちにその造形が評価され、2015年（平成27年）に滋賀県指定有形文化財に指定された。

## 摂末社
- 八幡社

## 文化財

### 滋賀県指定文化財
- 有形文化財
  - 木造男神坐像 1躯（彫刻） - 平安時代の作。一木造で、像高33.8センチメートル。2015年（平成27年）12月18日指定[4][5]。
  - 黒漆金銅装蔓柏文鞍（工芸品） - 鎌倉時代の作。1996年（平成8年）12月6日に「木造蔓柏文鞍」として市指定[6]、2019年（令和元年）12月24日に県指定[7]。